# Коростильова Юлія Сергіївна
Ю́лія Сергі́ївна Коростильо́ва (*8 лютого 1984, Хмельницький) — український стрілець, майстер спорту міжнародного класу.
Народилася 8 лютого 1984 року в Хмельницькому.
Кульовою стрільбою почала займатися у 12 років в ДЮСШ № 1 м.Львів. Виступає за Збройні Сили України. Зріст — 168 см, вага — 51 кг. Студентка Львівського державного університету фізичної культури. Перший тренер — Сергій Коростильов (батько, Заслужений тренер України, неодноразовий чемпіон, рекордсмен та призер чемпіонатів світу, Європи, СРСР та України), тренер Валентина Коростильова (мама — кандидат в майстри спорту, Заслужений тренер України).
Чемпіонка Європи з пневматичної зброї — 2004 і 2007 років у командному заліку, бронзовий призер Чемпіонатів Європи 2003, 2008, 2009р.р. у командному заліку. Чемпіонка та бронзова призерка Всесвітньої універсіади 2007 в командному заліку, бронзова призерка Всесвітньої універсіади 2011.  
Учасниця Олімпіади-2004 в Афінах — 10 місце у вправі ПП-2 (пневматичний пістолет).
Хобі — література.
Одружена. Чоловік — Володимир Михайлов, син тренера з легкої атлетики Валентини Олександрівни Михайлової.

## Державні нагороди
- Орден княгині Ольги III ст. (7 вересня 2023) — За досягнення високих спортивних результатів на III Європейських іграх у м.Кракові (Республіка Польща), виявлені самовідданість та волю до перемоги, піднесення міжнародного авторитету України.[2]
- Медаль "За працю і звитягу"